# Barbazan-Dessus
Pour les articles homonymes, voir Barbazan (homonymie) et Dessus.
Barbazan-Dessus est une commune française située dans le centre du département des Hautes-Pyrénées, en région Occitanie. Sur le plan historique et culturel, la commune est de l’ancien comté de Bigorre, comté historique des Pyrénées françaises et de Gascogne.
Exposée à un climat océanique altéré, elle est drainée par l'Arrêt-Darré, le Lassarenc et par deux autres cours d'eau. La commune possède un patrimoine naturel remarquable composé de deux zones naturelles d'intérêt écologique, faunistique et floristique.
Barbazan-Dessus est une commune rurale qui compte 164 habitants en 2022. Elle fait partie de l'aire d'attraction de Tarbes. Ses habitants sont appelés les Barbazanais ou  Barbazanaises.

## Géographie

### Localisation
La commune de Barbazan-Dessus se trouve dans le département des Hautes-Pyrénées, en région Occitanie.
Elle se situe à 9 km à vol d'oiseau de Tarbes, préfecture du département, et à 9 km de Tournay, bureau centralisateur du canton de la Vallée de l'Arros et des Baïses dont dépend la commune depuis 2015 pour les élections départementales.
La commune fait en outre partie du bassin de vie de Tarbes.
Les communes les plus proches sont : 
Fréchou-Fréchet (1,8 km), Allier (2,1 km), Bernac-Dessus (2,1 km), Montignac (2,3 km), Hitte (2,5 km), Bernac-Debat (2,6 km), Vielle-Adour (3,0 km), Oueilloux (3,0 km).
Sur le plan historique et culturel, Barbazan-Dessus fait partie de l’ancien comté de Bigorre, comté historique des Pyrénées françaises et de Gascogne créé au IXe siècle puis rattaché au domaine royal en 1302, inclus ensuite au comté de Foix en 1425 puis une nouvelle fois rattaché au royaume de France en 1607. La commune est dans le pays de Tarbes et de la Haute Bigorre.
| Allier       | Montignac       | Fréchou-Fréchet |
| Bernac-Debat | Barbazan-Dessus | Hitte           |
|              | Bernac-Dessus   |                 |

### Paysages et reliefs

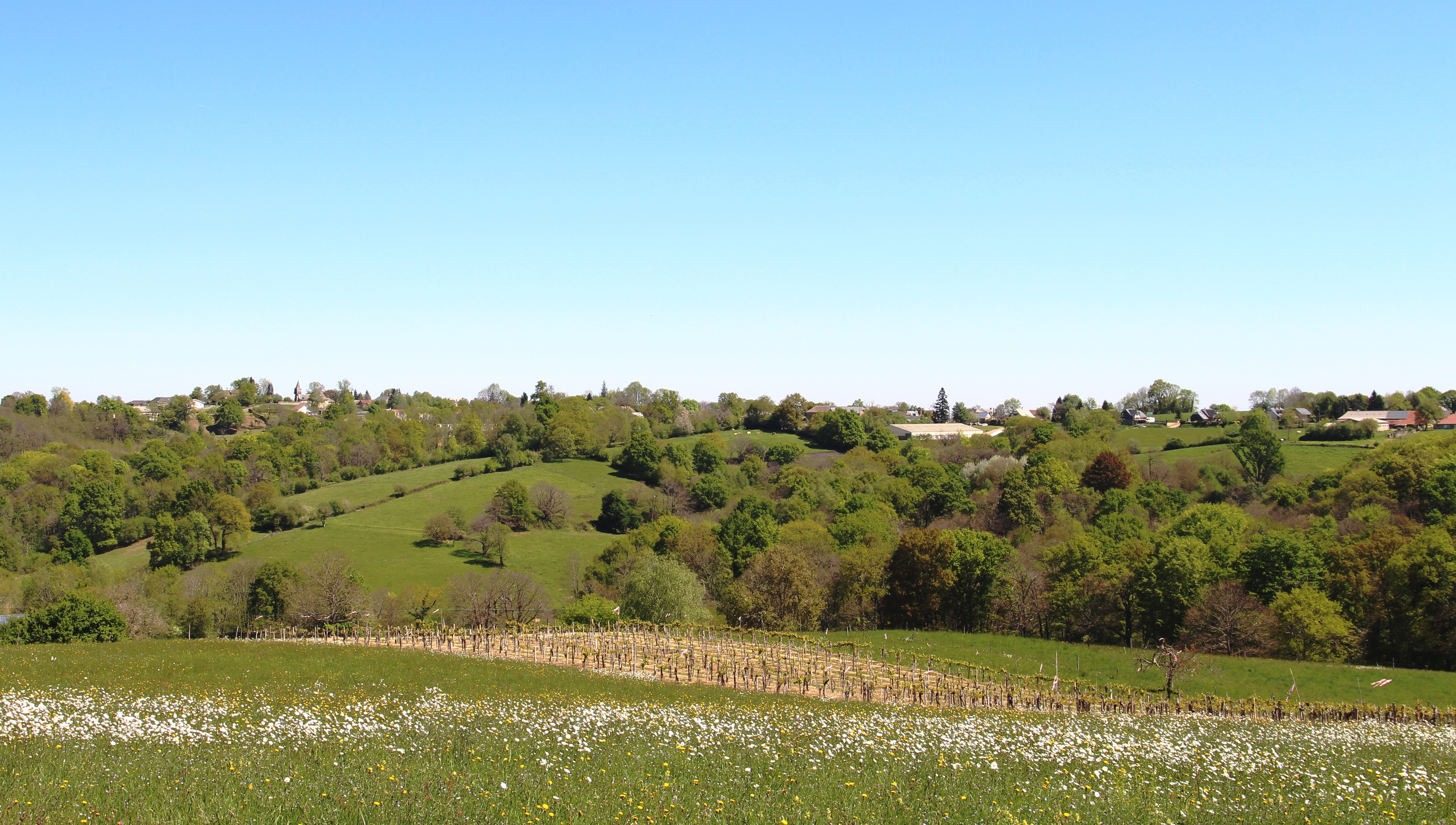
Vue depuis le sud.

### Hydrographie
La commune est dans le bassin de l'Adour, au sein du bassin hydrographique Adour-Garonne. Elle est drainée par l'Arrêt-Darré, le Lassarenc, L'Echéoux et par un petit cours d'eau, constituant un réseau hydrographique de 5 km de longueur totale,.
L'Arrêt-Darré, d'une longueur totale de 25,5 km, prend sa source dans la commune de Pouzac et s'écoule du sud vers le nord. Il traverse la commune et se jette dans l'Arros à Goudon, après avoir traversé 23 communes.

### Climat
Le climat est tempéré de type océanique, en raison de l'influence proche de l'océan Atlantique situé à peu près 150 km plus à l'ouest. La proximité des Pyrénées fait que la commune profite d'un effet de foehn, il peut aussi y neiger en hiver, même si cela reste inhabituel.
| Mois                              | jan.  | fév.  | mars  | avril | mai   | juin  | jui.  | août  | sep.  | oct.  | nov.  | déc.  | année   |
| --------------------------------- | ----- | ----- | ----- | ----- | ----- | ----- | ----- | ----- | ----- | ----- | ----- | ----- | ------- |
| Température minimale moyenne (°C) | 0,6   | 1,3   | 2,7   | 5,2   | 8,3   | 11,6  | 14,1  | 13,9  | 11,7  | 8     | 3,6   | 1,3   | 6,9     |
| Température moyenne (°C)          | 5,3   | 6,1   | 7,8   | 10    | 13,3  | 16,7  | 19,3  | 19    | 17,2  | 13,3  | 8,5   | 5,8   | 11,9    |
| Température maximale moyenne (°C) | 9,9   | 11    | 12,9  | 14,8  | 18,3  | 21,7  | 24,5  | 24    | 22,6  | 18,6  | 13,4  | 10,4  | 16,8    |
| Ensoleillement (h)                | 108,8 | 118,8 | 155,6 | 157,2 | 181,3 | 191,5 | 215,5 | 196,4 | 194,5 | 164,4 | 124,4 | 104,4 | 1 912,8 |
| Précipitations (mm)               | 112,8 | 97,5  | 100,2 | 105,7 | 113,6 | 80,7  | 57,3  | 70,3  | 71    | 85,2  | 93    | 112,1 | 1 099,4 |

## Urbanisme

### Typologie
Au 1er janvier 2024, Barbazan-Dessus est catégorisée commune rurale à habitat dispersé, selon la nouvelle grille communale de densité à sept niveaux définie par l'Insee en 2022.
Elle est située hors unité urbaine. Par ailleurs la commune fait partie de l'aire d'attraction de Tarbes, dont elle est une commune de la couronne,. Cette aire, qui regroupe 153 communes, est catégorisée dans les aires de 50 000 à moins de 200 000 habitants,.

### Occupation des sols
L'occupation des sols de la commune, telle qu'elle ressort de la base de données européenne d’occupation biophysique des sols Corine Land Cover (CLC), est marquée par l'importance des territoires agricoles (66,6 % en 2018), une proportion sensiblement équivalente à celle de 1990 (66,5 %). La répartition détaillée en 2018 est la suivante : 
prairies (34,3 %), forêts (33,4 %), zones agricoles hétérogènes (32,2 %).
L'IGN met par ailleurs à disposition un outil en ligne permettant de comparer l’évolution dans le temps de l’occupation des sols de la commune (ou de territoires à des échelles différentes). Plusieurs époques sont accessibles sous forme de cartes ou photos aériennes : la carte de Cassini (XVIIIe siècle), la carte d'état-major (1820-1866) et la période actuelle (1950 à aujourd'hui).

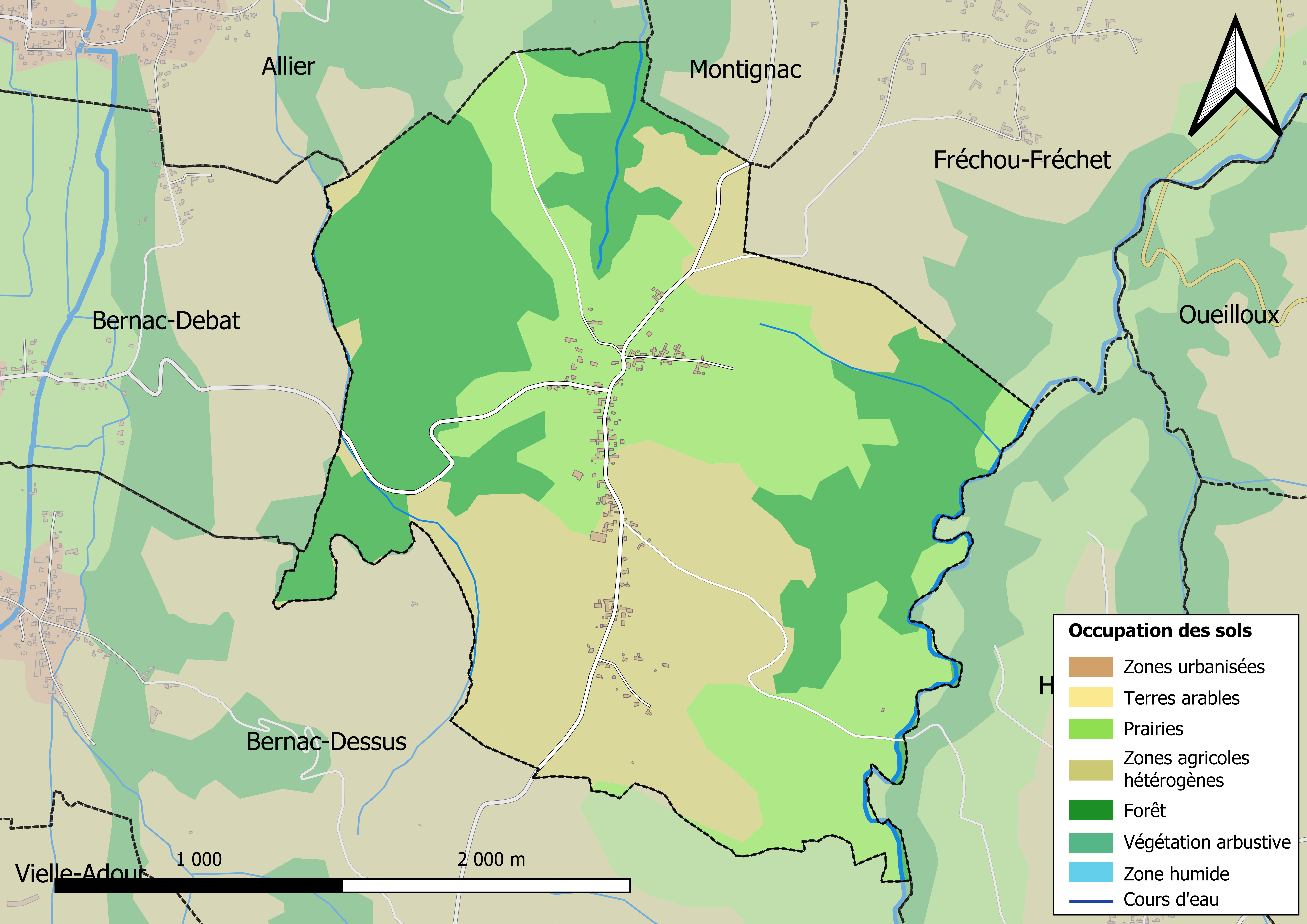
Carte des infrastructures et de l'occupation des sols en 2018 (CLC) de la commune.
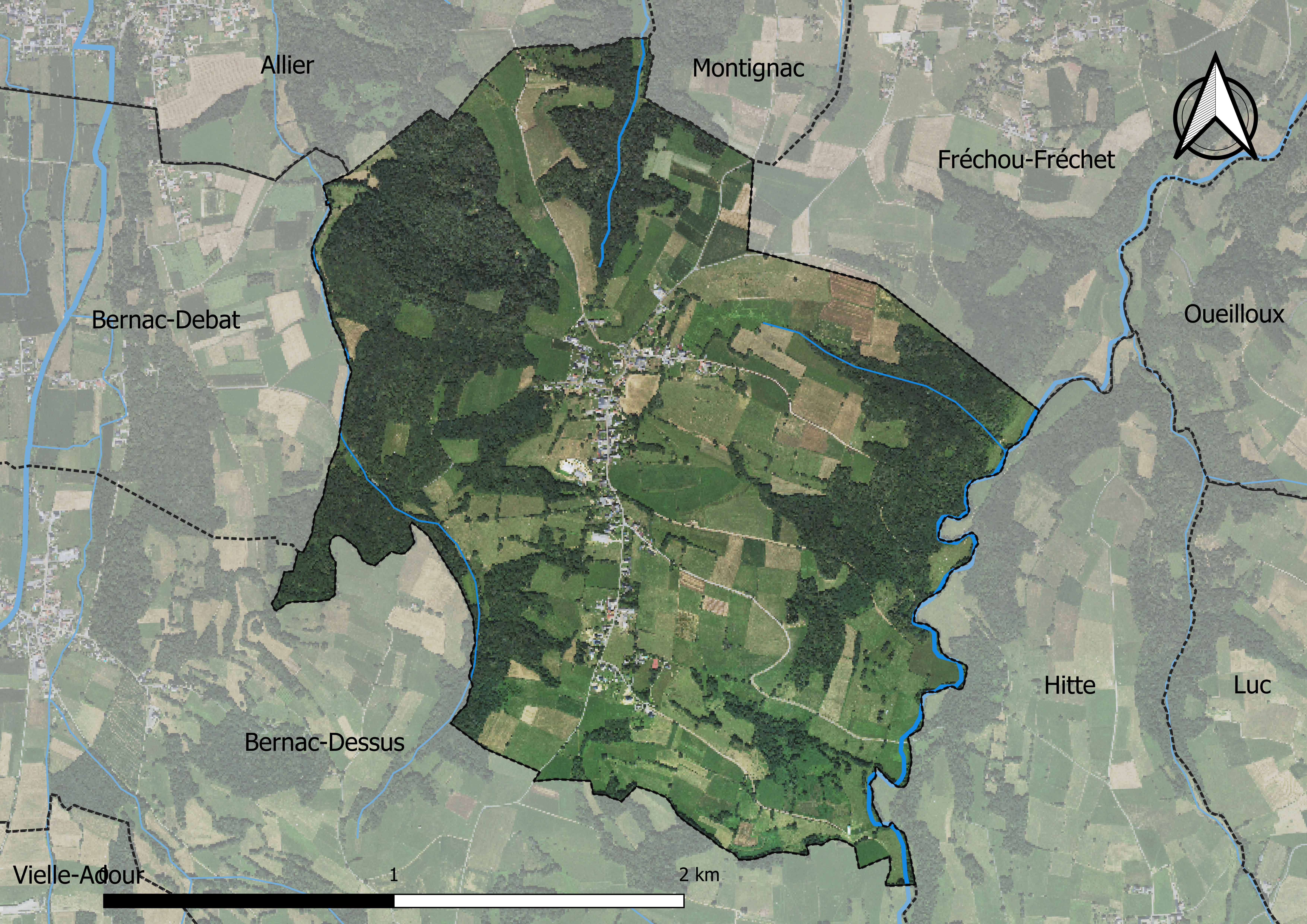
Carte orthophotogrammétrique de la commune.

### Logement
En 2012, le nombre total de logements dans la commune est de 64.

Parmi ces logements, 87.0  % sont des résidences principales, 4.3  % des résidences secondaires et 8.7 % des logements vacants.

### Voies de communication et transports
Cette commune est desservie par les routes départementales D 85 et D 508.

### Risques majeurs
Le territoire de la commune de Barbazan-Dessus est vulnérable à différents aléas naturels : météorologiques (tempête, orage, neige, grand froid, canicule ou sécheresse), inondations, mouvements de terrains et séisme (sismicité moyenne). Il est également exposé à un risque technologique,  le transport de matières dangereuses. Un site publié par le BRGM permet d'évaluer simplement et rapidement les risques d'un bien localisé soit par son adresse soit par le numéro de sa parcelle.

#### Risques naturels
Certaines parties du territoire communal sont susceptibles d’être affectées par le risque d’inondation par débordement de cours d'eau, notamment l'Arrêt-Darré. La cartographie des zones inondables en ex-Midi-Pyrénées réalisée dans le cadre du XIe Contrat de plan État-région, visant à informer les citoyens et les décideurs sur le risque d’inondation, est accessible sur le site de la DREAL Occitanie. La commune a été reconnue en état de catastrophe naturelle au titre des dommages causés par les inondations et coulées de boue survenues en 1982, 1999, 2009 et 2018,.
Barbazan-Dessus est exposée au risque de feu de forêt. Un plan départemental de protection des forêts contre les incendies a été approuvé par arrêté préfectoral le 21 avril 2020 pour la période 2020-2029. Le précédent couvrait la période 2007-2017. L’emploi du feu est régi par deux types de réglementations. D’abord le code forestier et l’arrêté préfectoral du 27 octobre 2014, qui réglementent l’emploi du feu à moins de 200 m des espaces naturels combustibles sur l’ensemble du département. Ensuite celle établie dans le cadre de la lutte contre la pollution de l’air, qui interdit le brûlage des déchets verts des particuliers. L’écobuage est quant à lui réglementé dans le cadre de commissions locales d’écobuage (CLE)

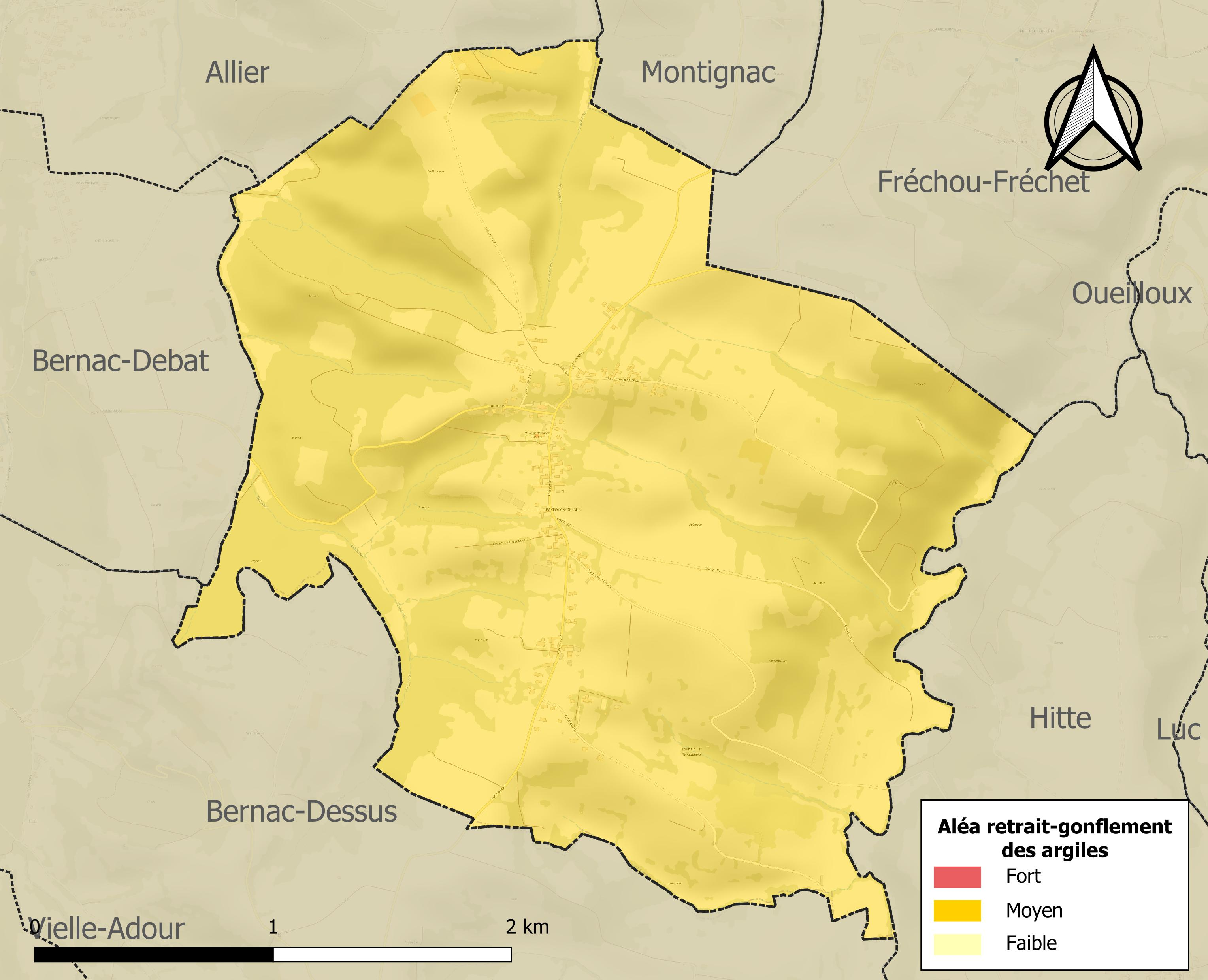
Carte des zones d'aléa retrait-gonflement des sols argileux de Barbazan-Dessus.

Les mouvements de terrains susceptibles de se produire sur la commune sont des tassements différentiels.
Le retrait-gonflement des sols argileux est susceptible d'engendrer des dommages importants aux bâtiments en cas d’alternance de périodes de sécheresse et de pluie. La totalité de la commune est en aléa moyen ou fort (44,5 % au niveau départemental et 48,5 % au niveau national). Sur les 70 bâtiments dénombrés sur la commune en 2019, 70 sont en aléa moyen ou fort, soit 100 %, à comparer aux 75 % au niveau départemental et 54 % au niveau national. Une cartographie de l'exposition du territoire national au retrait gonflement des sols argileux est disponible sur le site du BRGM,.
Par ailleurs, afin de mieux appréhender le risque d’affaissement de terrain, l'inventaire national des cavités souterraines permet de localiser celles situées sur la commune.
Concernant les mouvements de terrains, la commune a été reconnue en état de catastrophe naturelle au titre des dommages causés par des mouvements de terrain en 1999.

#### Risque technologique
Le risque de transport de matières dangereuses sur la commune est lié à sa traversée par une canalisation de transport d'hydrocarbures. Un accident se produisant sur une telle infrastructure est susceptible d’avoir des effets graves sur les biens, les personnes ou l'environnement, selon la nature du matériau transporté. Des dispositions d’urbanisme peuvent être préconisées en conséquence.

## Toponymie

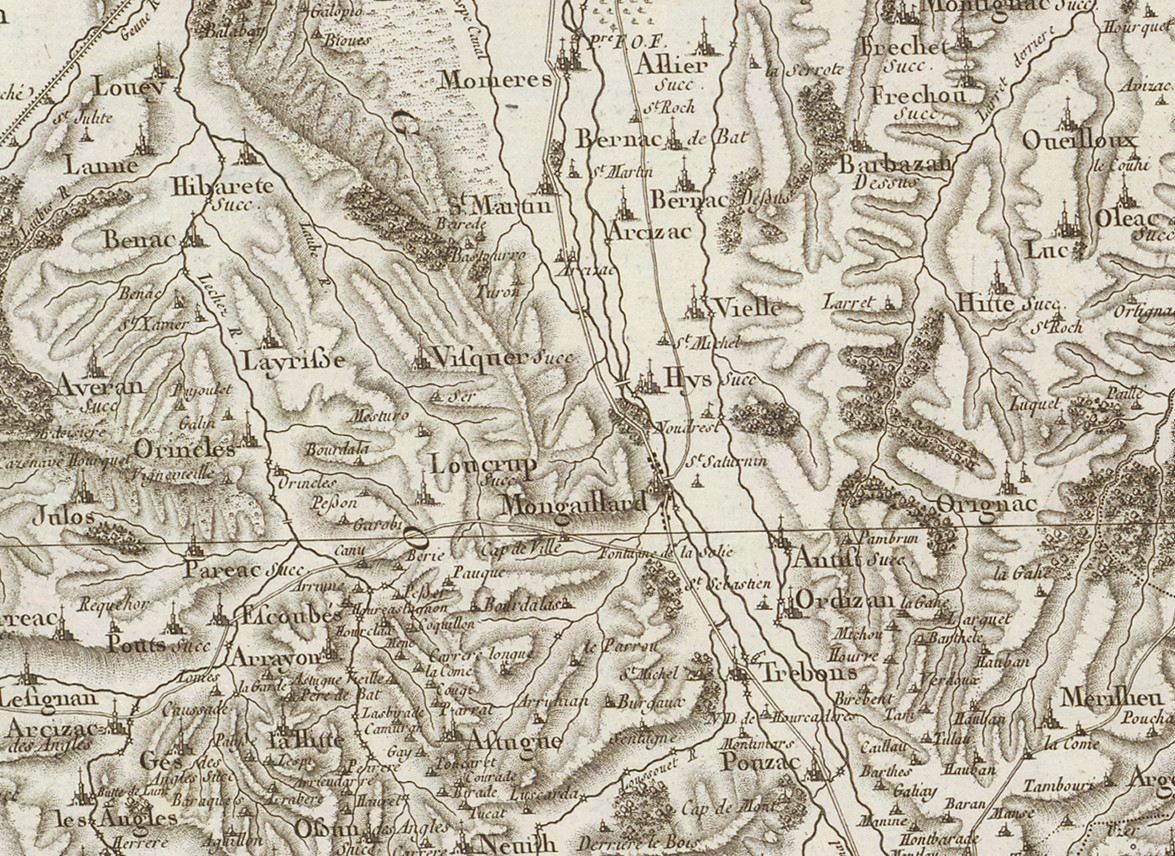
Extrait de la carte de Cassini (entre 1756 et 1789) situant Barbazan-Dessus au nord est de Montgaillard

On trouvera les principales informations dans le Dictionnaire toponymique des communes des Hautes-Pyrénées de Michel Grosclaude et Jean-François Le Nail qui rapporte les dénominations historiques du village :
Dénominations historiques :
- Barbazaa Desus, (1285, montre Bigorre) ;
- a castro Barbazani Superioris, latin (1285, montre Bigorre) ;
- De Barbazano Superiori, latin (1313, Debita regi Navarre) ;
- Barbasan Dessus, (1429, censier de Bigorre) ;
- Barbazan dessus, (fin XVIIIe siècle, carte de Cassini).

Étymologie :  Barbazan : nom de domaine antique, du nom de personnage latin Barbatius et suffixe anum : propriété de Barbatius. Dessus : situé au sud, par rapport à Barbazan-Debat.
Nom occitan : Barbadan Dessús.

## Histoire

### Cadastre napoléonien de Barbazan-Dessus
Le plan cadastral napoléonien de Barbazan-Dessus  est consultable sur le site des archives départementales des Hautes-Pyrénées.

## Politique et administration

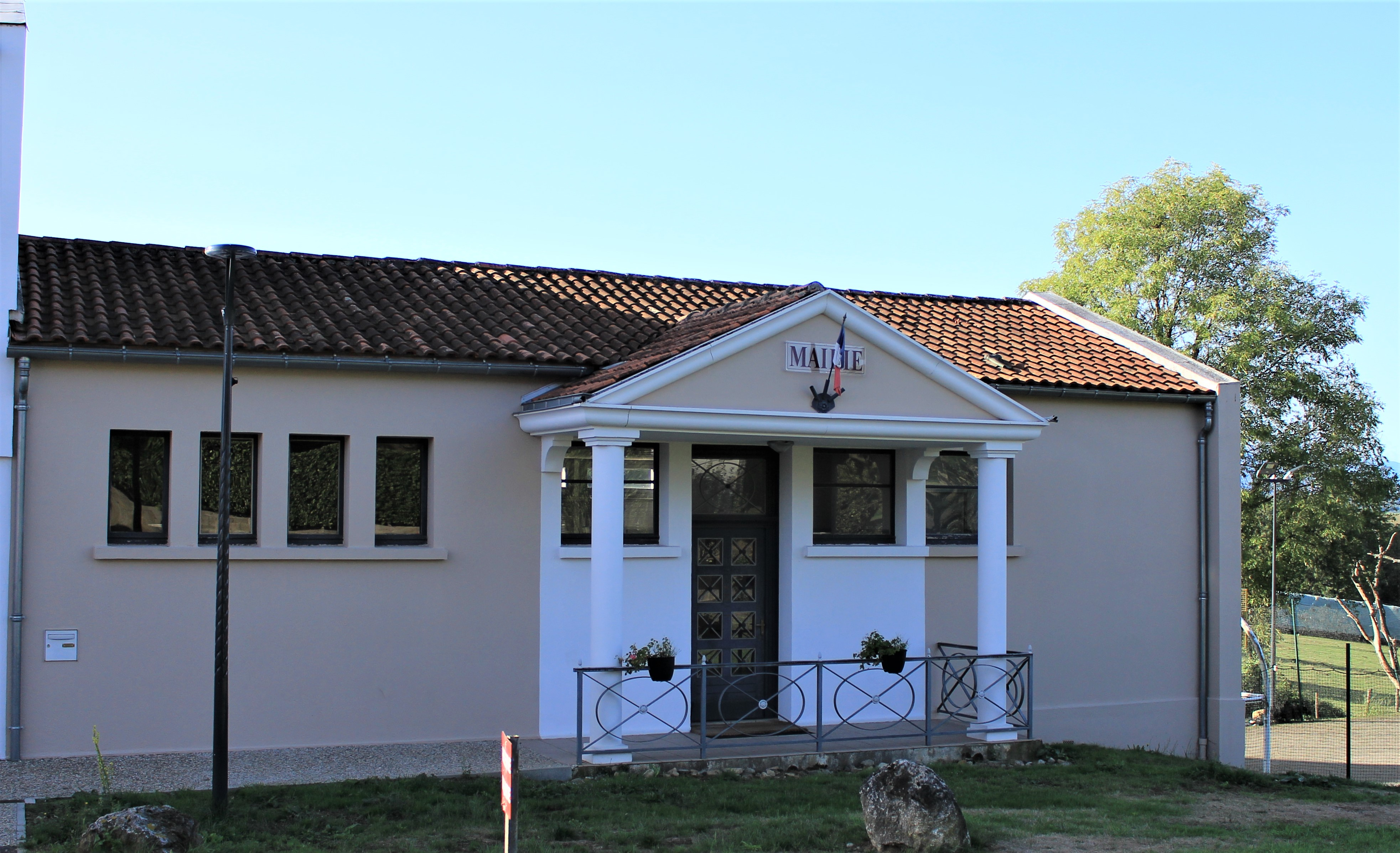
La mairie en 2022.

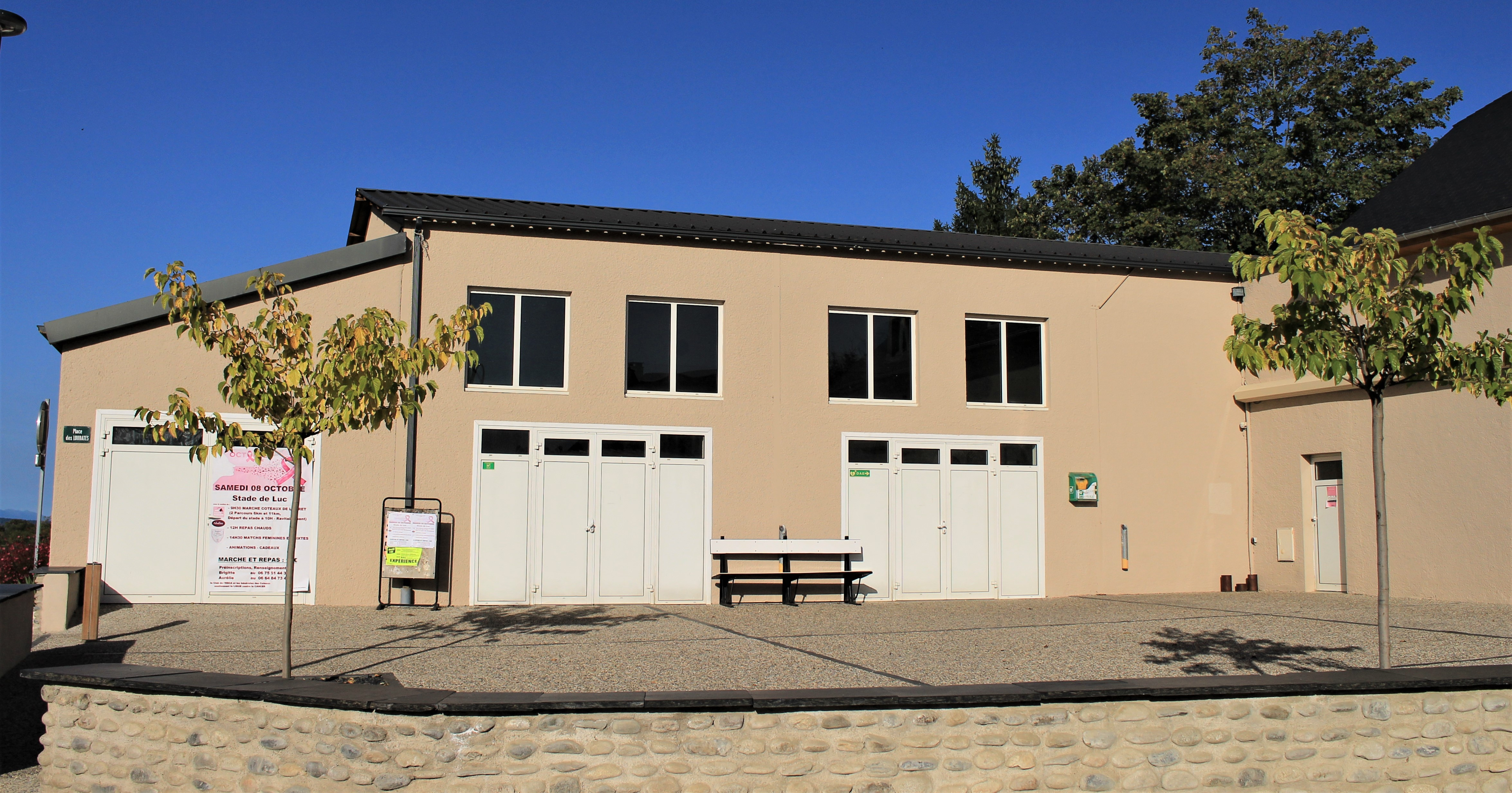
Le foyer rural en 2022

### Liste des maires
| Période                                  | Période   | Identité         | Étiquette | Qualité                                                                    |
| ---------------------------------------- | --------- | ---------------- | --------- | -------------------------------------------------------------------------- |
| Les données manquantes sont à compléter. |           |                  |           |                                                                            |
|                                          |           |                  |           |                                                                            |
| mars 1995                                | mars 2001 | Jean-Paul Mouli  |           |                                                                            |
| mars 2001                                | mars 2014 | Jean Duprat      | PRG       | Député (1981-1986), conseiller régional, ancien adjoint au maire de Tarbes |
| mars 2014                                | en cours  | Laurent Fourcade | SE        |                                                                            |

### Rattachements administratifs et électoraux

#### Historique administratif
Pays et sénéchaussée de Bigorre, quarteron de  Tarbes, baronnie de Barbazan-Dessus, canton de Tarbes puis de Bernac-Debat (1790), Tournay (depuis 1801).

#### Intercommunalité
Barbazan-Dessus appartient à la communauté de communes des Coteaux du Val d'Arros créée en janvier 2017 et qui réunit 54 communes.

## Population et société

### Démographie

#### Évolution démographique
L'évolution du nombre d'habitants est connue à travers les recensements de la population effectués dans la commune depuis 1793. Pour les communes de moins de 10 000 habitants, une enquête de recensement portant sur toute la population est réalisée tous les cinq ans, les populations de référence des années intermédiaires étant quant à elles estimées par interpolation ou extrapolation. Pour la commune, le premier recensement exhaustif entrant dans le cadre du nouveau dispositif a été réalisé en 2008.

En 2022, la commune comptait 164 habitants, en évolution de +2,5 % par rapport à 2016 (Hautes-Pyrénées : +1,59 %, France hors Mayotte : +2,11 %).
| 1793 | 1800 | 1806 | 1821 | 1831 | 1836 | 1841 | 1846 | 1851 |
| ---- | ---- | ---- | ---- | ---- | ---- | ---- | ---- | ---- |
| 232  | 111  | 297  | 151  | 269  | 306  | 303  | 314  | 314  |

| 1856 | 1861 | 1866 | 1876 | 1881 | 1886 | 1891 | 1896 | 1901 |
| ---- | ---- | ---- | ---- | ---- | ---- | ---- | ---- | ---- |
| 306  | 266  | 253  | 241  | 212  | 208  | 189  | 194  | 205  |

| 1906 | 1911 | 1921 | 1926 | 1931 | 1936 | 1946 | 1954 | 1962 |
| ---- | ---- | ---- | ---- | ---- | ---- | ---- | ---- | ---- |
| 203  | 206  | 192  | 170  | 160  | 149  | 131  | 123  | 112  |

| 1968 | 1975 | 1982 | 1990 | 1999 | 2006 | 2008 | 2013 | 2018 |
| ---- | ---- | ---- | ---- | ---- | ---- | ---- | ---- | ---- |
| 120  | 133  | 143  | 141  | 136  | 134  | 133  | 148  | 170  |

| 2022 | - | - | - | - | - | - | - | - |
| ---- | - | - | - | - | - | - | - | - |
| 164  | - | - | - | - | - | - | - | - |

### Enseignement
La commune dépend de l'académie de Toulouse. Elle ne dispose plus d'école en 2016.

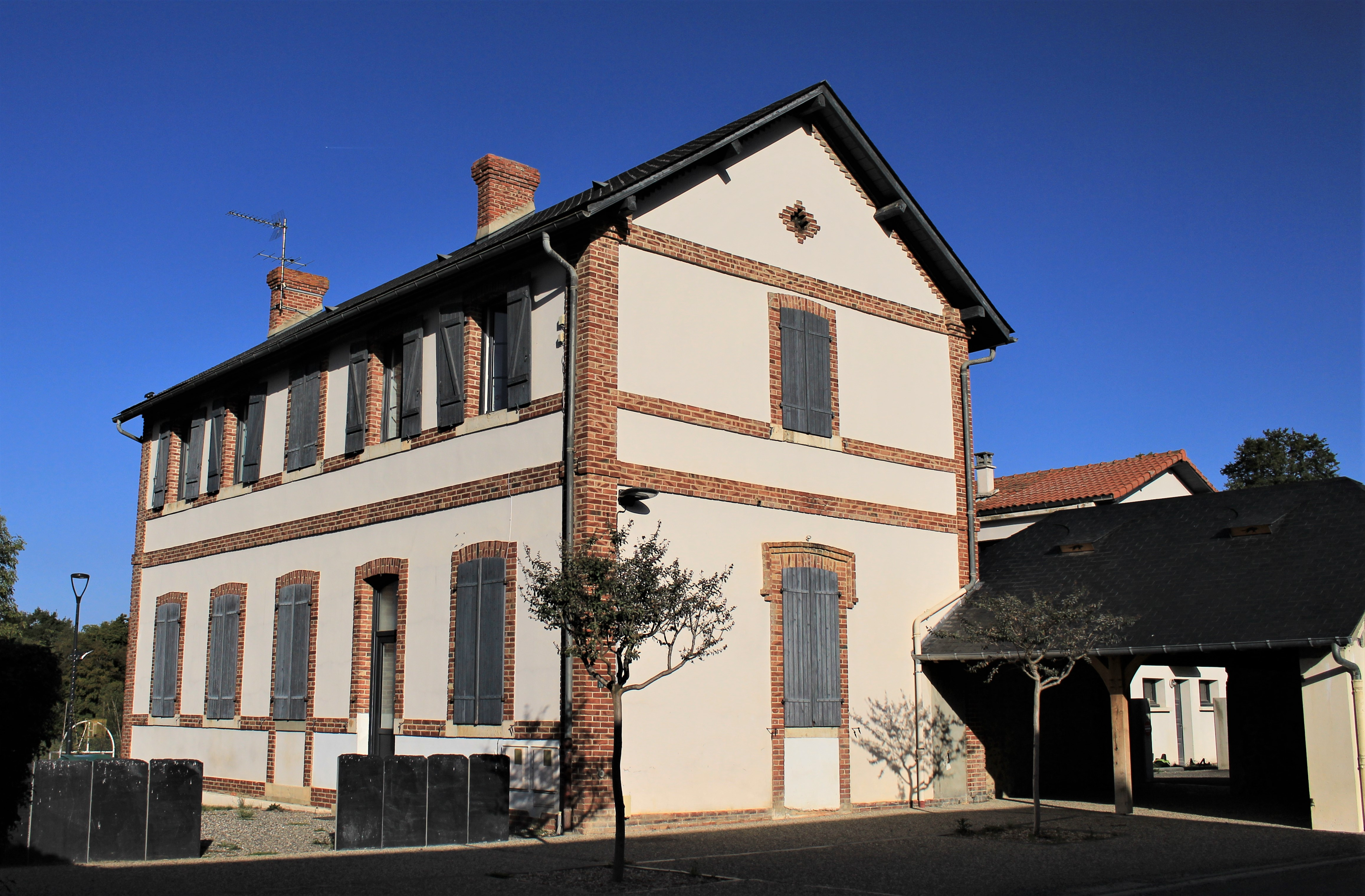
L'ancienne école.

## Économie

### Revenus
En 2018, la commune compte 67 ménages fiscaux, regroupant 161 personnes. La médiane du revenu disponible par unité de consommation est de 24 240 € (20 420 € dans le département).

### Emploi
|                | 2008  | 2013  | 2018  |
| -------------- | ----- | ----- | ----- |
| Commune        | 1,2 % | 5,4 % | 5,7 % |
| Département    | 7,7 % | 9,4 % | 9,8 % |
| France entière | 8,3 % | 10 %  | 10 %  |

En 2018, la population âgée de 15 à 64 ans s'élève à 87 personnes, parmi lesquelles on compte 75,9 % d'actifs (70,1 % ayant un emploi et 5,7 % de chômeurs) et 24,1 % d'inactifs,. Depuis 2008, le taux de chômage communal (au sens du recensement) des 15-64 ans est inférieur à celui de la France et du département.
La commune fait partie de la couronne de l'aire d'attraction de Tarbes, du fait qu'au moins 15 % des actifs travaillent dans le pôle,. Elle compte 8 emplois en 2018, contre 11 en 2013 et 8 en 2008. Le nombre d'actifs ayant un emploi résidant dans la commune est de 64, soit un indicateur de concentration d'emploi de 12,5 % et un taux d'activité parmi les 15 ans ou plus de 48,3 %.
Sur ces 64 actifs de 15 ans ou plus ayant un emploi, 6 travaillent dans la commune, soit 9 % des habitants. Pour se rendre au travail, 92,2 % des habitants utilisent un véhicule personnel ou de fonction à quatre roues, 1,6 % les transports en commun, 4,7 % s'y rendent en deux-roues, à vélo ou à pied et 1,6 % n'ont pas besoin de transport (travail au domicile).

## Culture locale et patrimoine

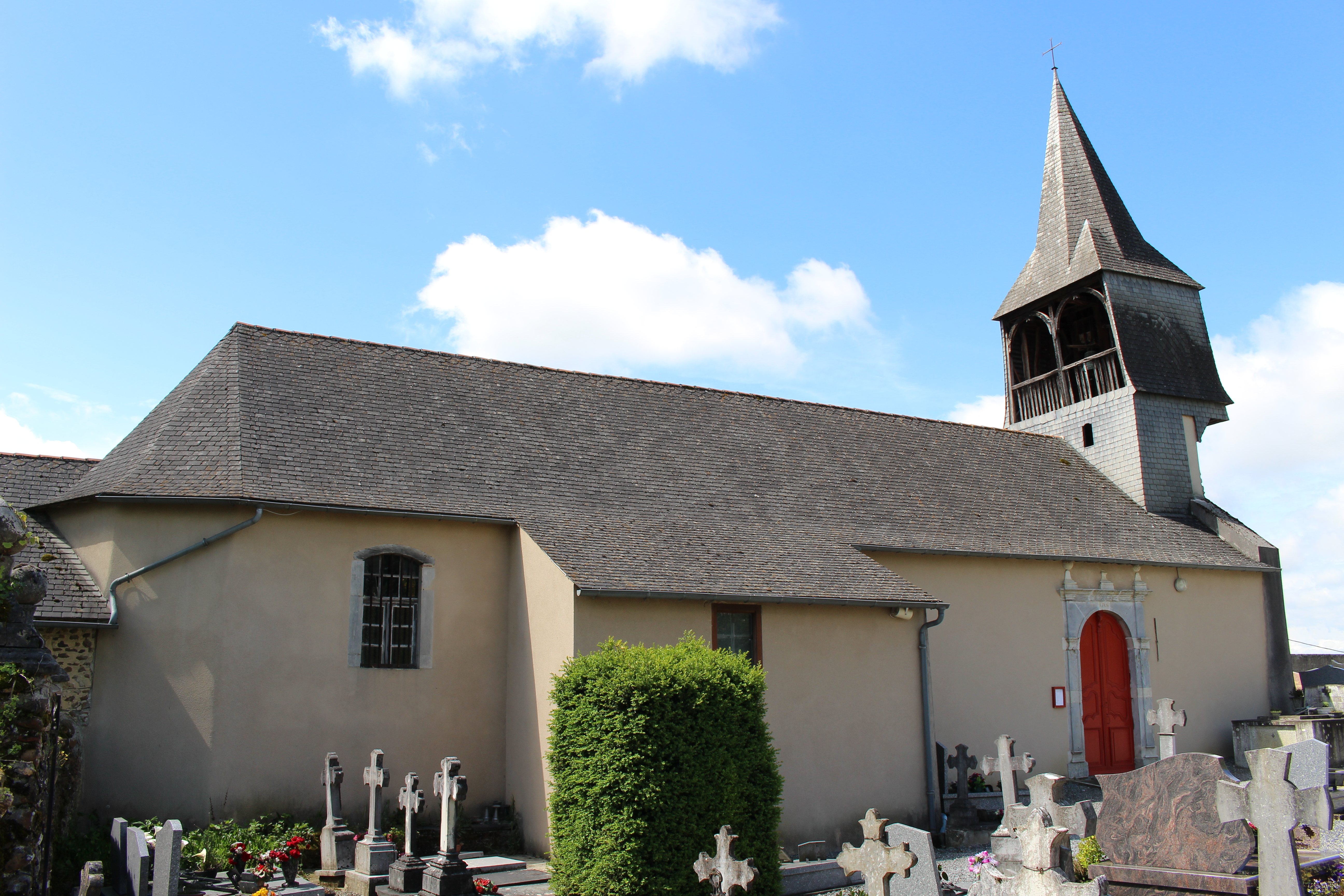
L'église Notre-Dame-de-l'Assomption.

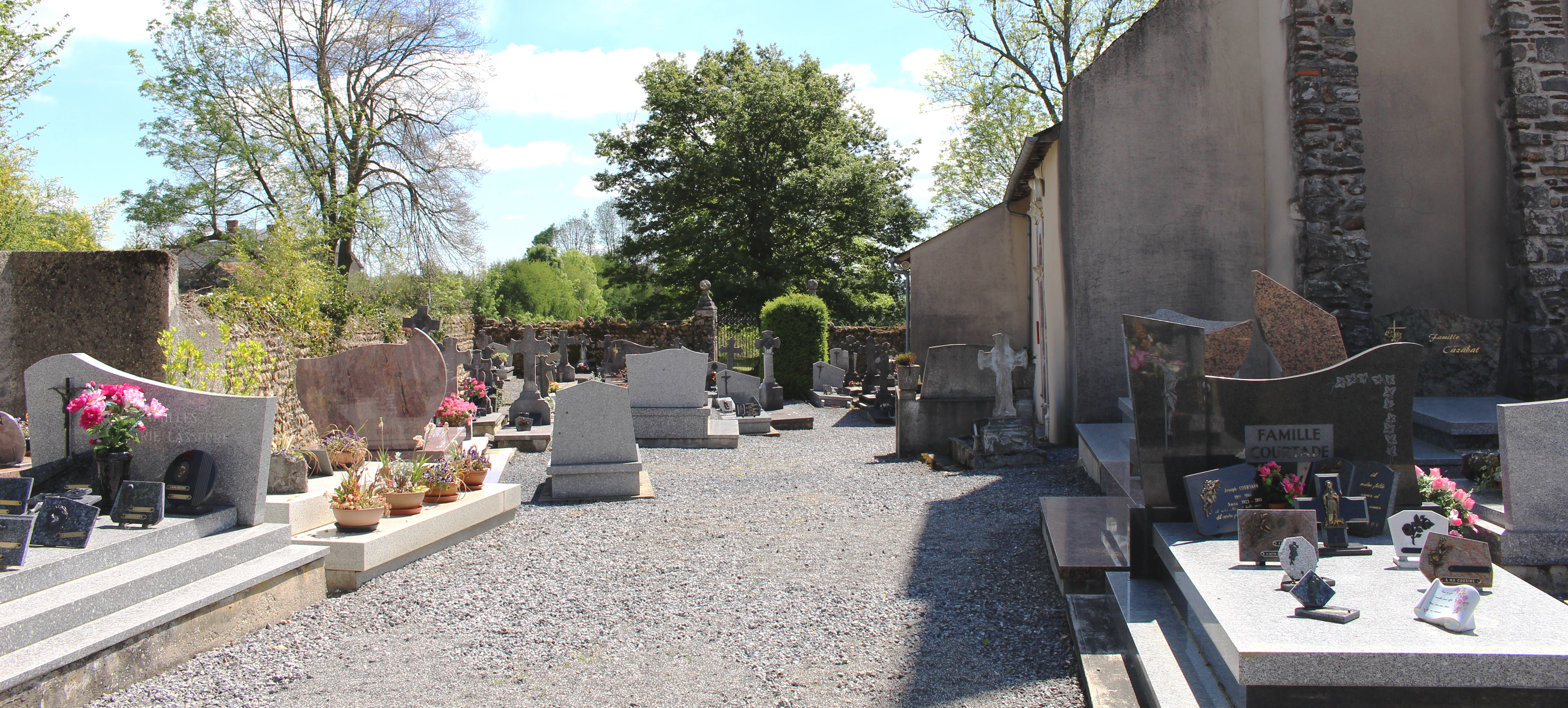
Le cimetière.

### Lieux et monuments
- Église Notre-Dame-de-l'Assomption de Barbazan-Dessus.

Sélection de vues de l'église en 2016.
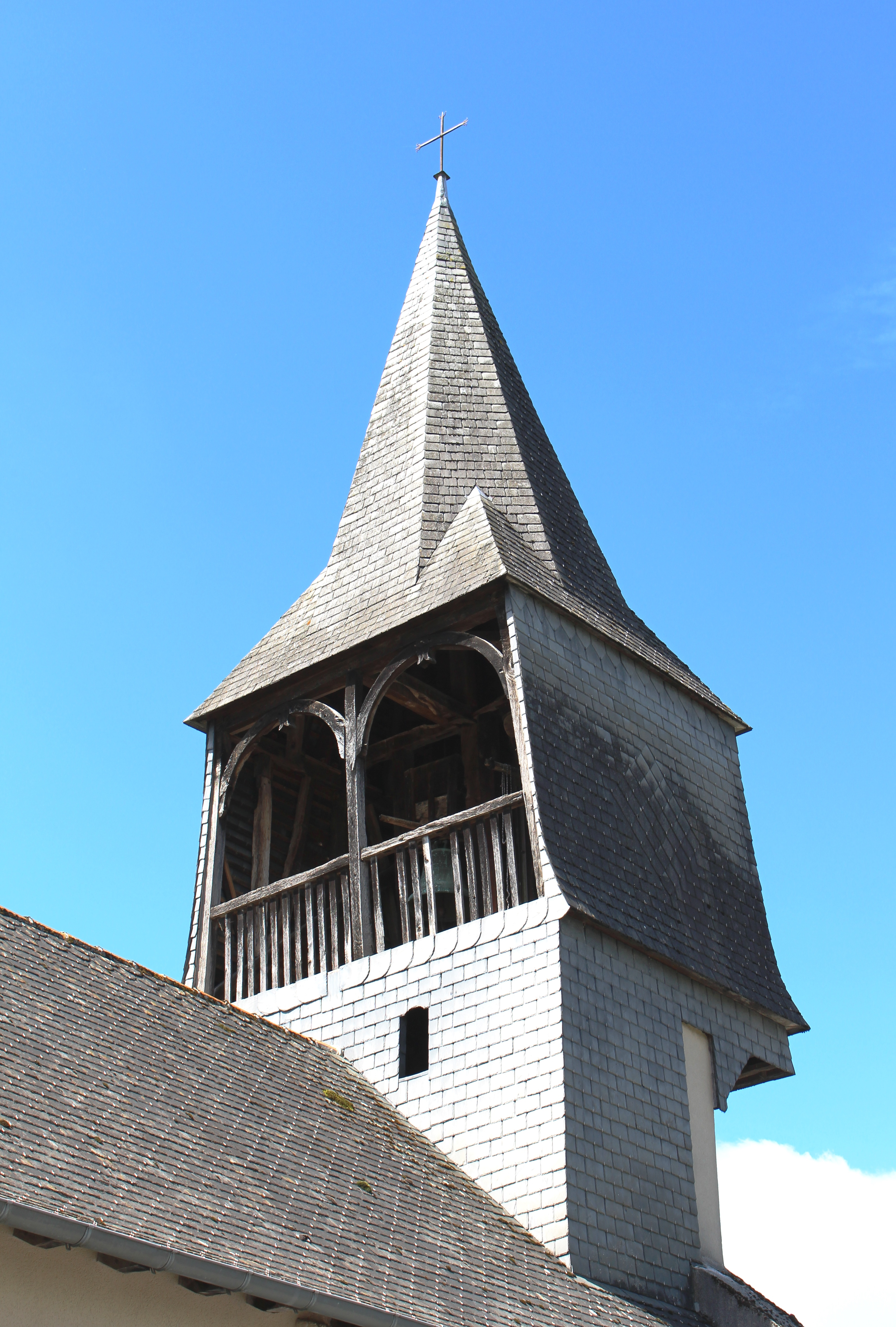
Le clocher
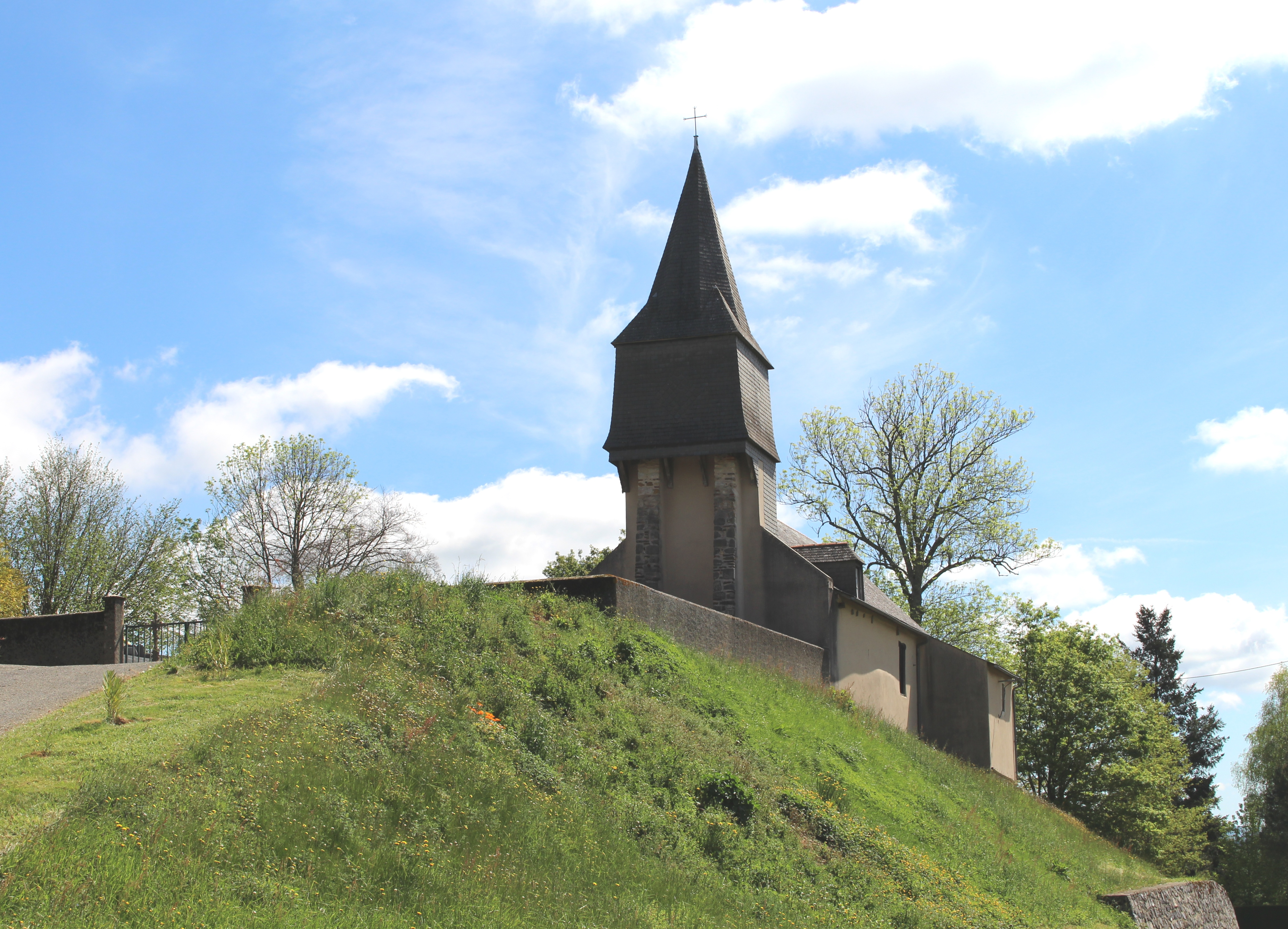

### Personnalités liées à la commune
- Arnault Guilhem de Barbazan, le chevalier sans reproches ; frère d'armes de Jeanne d'Arc, est né sur la commune en 1360.

## Voir aussi

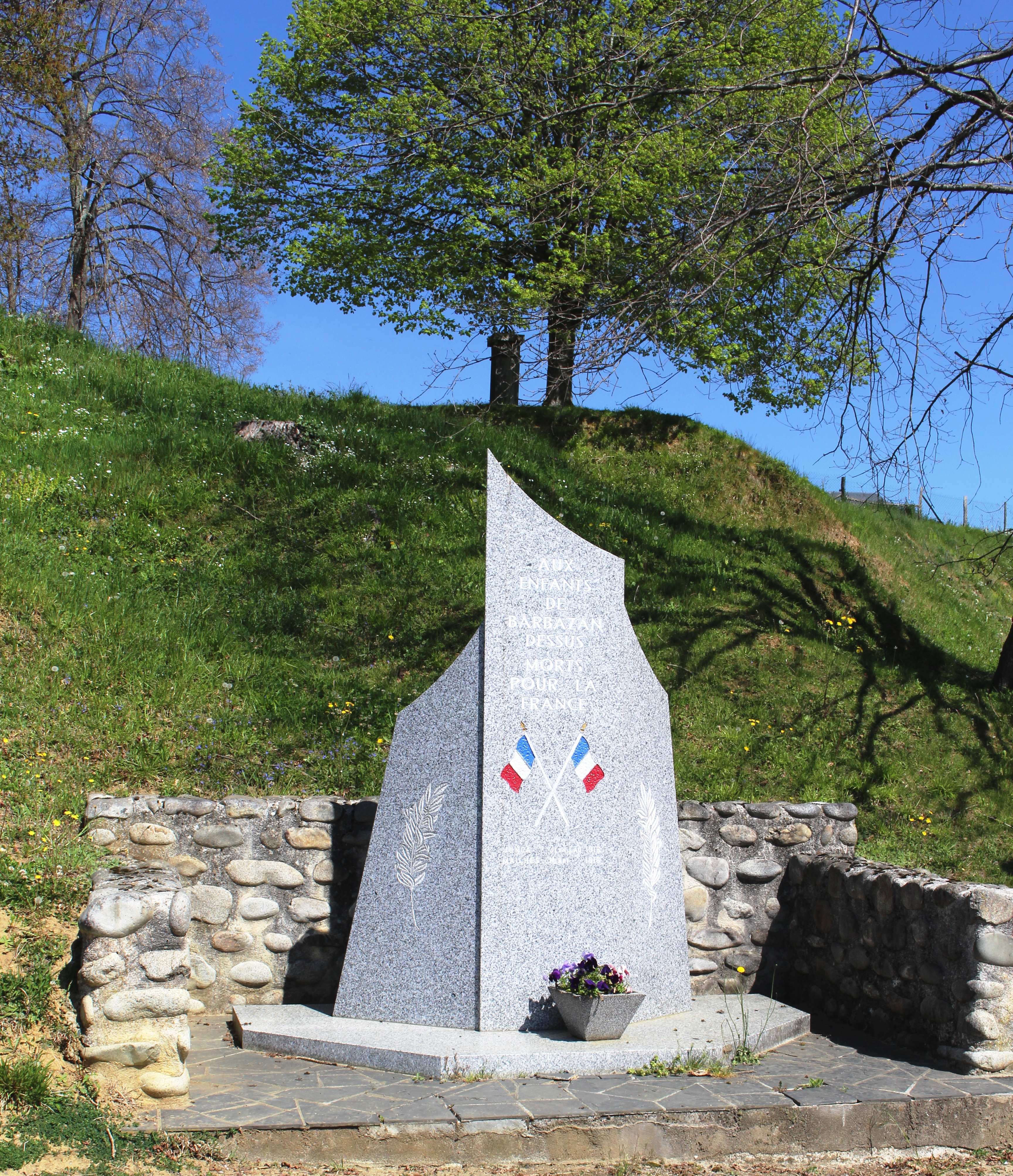
Le monument aux morts municipal.

### Héraldique
| Blason | Blasonnement : D'azur à 2 loups passants d'or affrontés sur une terrasse de sinople, surmontés d'une croisette d'argent et accompagnés en chef de 3 fleurs de lys mal ordonnées aussi d'or. Commentaires : Blason vérifié auprès de la mairie. |